# Naugatuck River
The Naugatuck River ist ein 64,7 km langer Fluss im Südwesten von Connecticut. Sein Einzugsgebiet umfasst Teile von Litchfield County und New Haven County. Er prägt die Landschaft des Naugatuck River Valley und fließt nach Süden zum Housatonic River, den er bei Derby erreicht. Der Plume and Atwood Dam in Thomaston wurde 1960 in der Folge der Hochwasser von 1955 erbaut. Sein Staubecken bildet die letzte Barriere für Lachse und Forellen, die vom Meer heraufziehen.

## Geschichte
Verschiedene Algonkinsprachige Indianergruppen bevölkerten das Naugatuck River Valley, die gelegentlich zum Wappingerstamm gezählt werden. Der Name „Naugatuck“ kommt vom Algonqkin-Wort für „Einsamer Baum am Angelplatz“. Das Tal wurde im 17. Jahrhundert von englischen Kolonisten besiedelt. Durch den steinigen Untergrund, der für Landwirtschaft ungünstig war und das hohe Potential für Wasserkraft wurde das Naugatuck Valley im 19. Jahrhundert zu einem industriellen Zentrum. Vor allem Messing und Kupfer wurden hier verarbeitet.

## Verlauf
Der Naugatuck River entsteht aus zwei Quellbächen, die sich zunächst durch Forstgebiete und landwirtschaftliche Areale winden. Im Stadtgebiet von Torrington vereinigen sie sich nördlich der East Albert Street auf einer Höhe über dem Meer von ca. 160 m. Der östliche Zweig des Naugatuck ist 18,3 km (11,4 mi) lang und entspringt in Winchester als ein Zufluss des Lake Winchester auf einer Höhe von 380 m (1250 ft). Der westliche Zweig mit 9,5 km (5,9 mi), entsteht aus dem Zusammenfluss von Jakes Brook, Hart und Hall Meadow Brooks im Westen von Torrington, auf einer Höhe von 240 m (800 ft).
Von Torrington aus war der Fluss schon immer eine wichtige Trasse für Pfade uns Straßen. Die Entwicklung führte durch die Jahrhunderte bis zur Entwicklung der Connecticut Route 8. Der Fluss durchquert ein waldreiches, hügeliges Gebiet zwischen der Connecticut Route 118 und Thomaston. Die stark industrialisierten Städte des Naugatuck River Valley haben sich an den Flussufern entwickelt. Dazwischen liegen verschiedene Waldgebiete wie zum Beispiel der Naugatuck State Forest. Bei Derby erreicht er den Housatonic River auf einer Höhe von ca. 1 m über dem Meer.
Brücken:
- Reynolds Bridge ist eine Zementbogenbrücke der Waterbury Road in Thomaston (⊙). Sie steht auf der Liste des National Register of Historic Places.
- Weiter südlich befindet sich die Brücke der Frost Bridge Road.

## Ökologie und Naturschutz
Ursprünglich gehörte der Naugatuck River, als Teil des Einzugsgebiets des Housatonic River zum südlichsten Verbreitungsgebiet des Atlantischen Lachses (Salmo salar). Wanderzüge weiterer Fischarten wurden früher von Alosa sapidissima (American shad), Alosa pseudoharengus (Alewife) und Alosa aestivalis (Blueback Herring) beobachtet. Die Errichtung von Dämmen für Wasserkraftanlagen sowie die Einleitung von Kühl-, Spül- und Heizwasser der Industrie begann circa 1763 und dauerte das ganze 19. Jahrhundert. Dadurch wurden viele Fischarten ausgelöscht. In den letzten Jahrzehnten wurden viele Dämme nicht mehr benötigt und Industrieanlagen geschlossen. Der Anaconda Dam (Waterbury), Freight Street Dam (Waterbury), Union City Dam (Naugatuck) und der Platts Mill Dam (Naugatuck) wurden 1999 entfernt, der Kinneytown Dam mit einer Fischtreppe ausgerüstet und der Chase Brass Dam zwischen Waterbury und Thomaston wurde 2004 abgebaut. Ein Fish bypass channel, der erste seiner Art in New England bietet nun wandernden Fischen die Möglichkeit den Tingue Dam zu umgehen und eröffnet weitere 51 km des Flusslaufs für Wanderbewegungen. Heute sind die Plume und Atwood Dämme in Thomaston die letzten Barrieren für die zurückkehrenden Fische.
Das State of Connecticut Department of Energy and Environmental Protection (DEEP) setzt jeden Herbst Atlantischen Lachs aus dem Connecticut River restoration effort ein. DEEP besetzt den Fluss zusätzlich mit den einheimischen Bachsaibling (Salvelinus fontinalis), und den nicht-einheimischen Forellen (Salmo trutta) und Regenbogenforellen (Oncorhynchus mykiss).

## Erholungsmöglichkeiten und Sport
Am Fluss gibt es eine Vielzahl von Freizeitmöglichkeiten wie Paddeln, Angeln, Vogelbeobachtung und Wandern. Darüber hinaus bieten verschiedene Organisationen Freizeitangebote an.
Für Angler werden in den Abschnitten zwischen Route 118 in Harwinton/Litchfield und dem Thomaston Dam, sowie vom südlichen Naugatuck bis Beacon Falls Lachse eingesetzt. Der Fluss wird als „trophy trout stream“ gehandelt.